# Sonnetten van Shakespeare

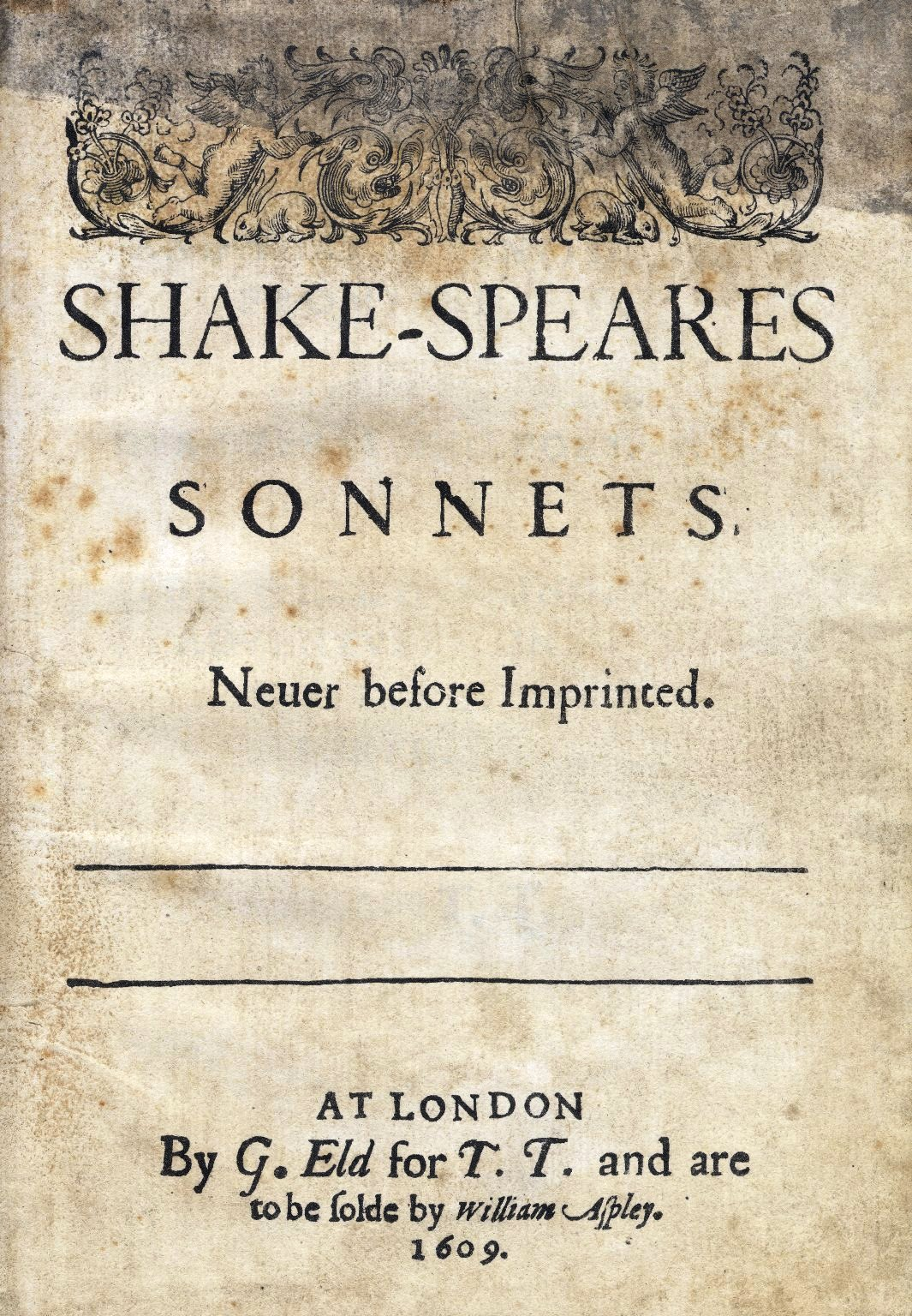
Sonnets, titelblad - 1609

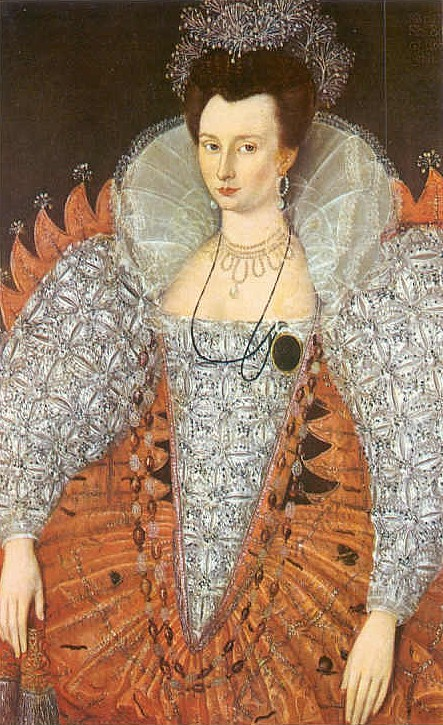
Mary Fitton, die een liefdesrelatie had met William Herbert, was mogelijk de Dark Lady uit Shakespeares sonnetten. Portret uit ca. 1595

Shakespeares Sonnetten (Shakespeare's Sonnets) is een in 1609 verschenen bundel van 154 gedichten, merendeels in sonnetvorm, van William Shakespeare. Shakespeares sonnetten worden in het algemeen gerekend tot de mooiste in het genre. In de periode waarin hij eraan werkte, tussen 1592 en 1596, "Sonnets", was het schrijven van sonnettenreeksen zoals Petrarca ook in Engeland populair geworden. Shakespeares sonnetten onderscheiden zich mede door de rijke gevarieerdheid in thematiek en een eigen vorm - het zogenaamde Engelse sonnet. Bleven de sonnetten van tijdgenoten nogal eens hangen in het voorspelbare stramien van de versmade minnaar die zijn lot beklaagt, in de sonnetten van Shakespeare passeert een breed scala aan thema's en emoties de revue: liefde, dood en sterfelijkheid; seks, obsessie en jaloezie; dichtkunst, schoonheid en verval. In zeker opzicht zijn deze 154 sonnetten (in de oorspronkelijke uitgave nog gevolgd door het langere gedicht A Lover's Complaint) even veelzijdig en diepgravend als zijn toneelwerk.
Over het ontstaan van de sonnetten is weinig met zekerheid te zeggen. Waarschijnlijk hebben ze (minstens voor een deel) eerst in kleine kring gecirculeerd. De eerste keer dat er door anderen over werd geschreven, was in de Palladis Tamia van Francis Meres (1598), waarin deze gewag maakt van de 'welbespraakte' Shakespeare 'met zijn zoete tong', die zijn sonnetten aan zijn vrienden uitdeelt:
...As the soul of Euphorbus was thought to live in Pythagorus, so the sweet, witty soul of Ovid lives in mellifluous & honey-tongued Shakespeare, witness his Venus and Adonis, his Lucrece, his sugared sonnets among his private friends...
En omdat in 1599 van een klein aantal sonnetten een roofdruk was verschenen, weten we dat ze ontstaan moeten zijn over een langere periode.

## Editie van 1609
De bundel met alle 154 sonnetten werd in 1609 door Thomas Thorpe uitgegeven. Voor 152 van de sonnetten was dat de eerste publicatie. Twee sonnetten, nummer 138 (When my love swears that she is made of truth) en nummer 144 (Two loves I have of comfort and despair), waren (in een iets andere versie) in 1599 al eens gepubliceerd in de ongeautoriseerde bundel The Passionate Pilgrim (De Gepassioneerde Pelgrim). Ook het aan Shakespeare toegeschreven gedicht a Lover's Complaint werd door uitgever Thomas Thorpe in de publicatie van 1609 opgenomen.
De publicatie van de sonnetten is met raadsels omgeven. De tekst wordt bijvoorbeeld voorafgegaan door een mysterieuze opdracht van de uitgever Thomas Thorpe, waarin hij een zekere "Mr. W.H." beschrijft als "de enige verwekker" van de gedichten. Het is echter niet bekend wie deze "verwekker" is. De opdracht refereert aan de dichter als de "Ever-Living" ("Eeuwig Levende").
Al zijn de meeste deskundigen het er wel over eens dat Shakespeare alle gedichten heeft geschreven, het is niet bekend of de uitgever een geautoriseerd manuscript of een ongeautoriseerde kopie heeft gebruikt. Misschien is hij op ongeoorloofde wijze aan de manuscripten gekomen, en is "begetter" een aanduiding voor de persoon die hem de teksten in handen speelde.
De naam van de auteur is op de kaft en op iedere bladzijde in het boek weergegeven met een verbindingsstreep (Shake-Speare).

## Receptie
Shakespeares sonnetten werden gepubliceerd toen het genre in Engeland al wat uit de mode was. Voor zover we weten, negeerde het publiek ze voor een periode van ongeveer 30 jaar. In 1640 publiceerde de Londense boekhandelaar Jon Benson een boekje in octavo-formaat met de vreemde titel Poems written by Wil. Shakespeare dat alle sonnetten behalve acht bevatte, alsook The Phoenix and the Turtle, A Lover's Complaint en gedichten van andere auteurs. Benson herschikte de sonnetten en combineerde ze soms tot langere gedichten, die hij dan zelf een titel gaf. Bovendien wijzigde hij de gedichten zodanig dat de reeks gericht aan een jongeman nu voor een vrouw bedoeld waren. Het was dus duidelijk een frauduleuze editie. Niettemin bleef het de enige uitgave die de wereld in de volgende 150 jaar van Shakespeares sonnetten zou kennen. Pas in 1780 zou Edmond Malone de eerste betrouwbare tekst van Shakespeares sonnetten publiceren.

## Inhoud
We kunnen er niet zonder meer van uitgaan dat Shakespeare zelf de volgorde van de sonnetten heeft bepaald, omdat Thomas Thorpe een ongeautoriseerde versie uitgaf, die hij vervolgens liet verdelen door twee boekverkopers, William Aspley en John Wright. Pogingen van latere uitgevers om een andere volgorde vast te stellen slaagden er niet in om critici voldoende te overtuigen, zodat ook in moderne edities wordt vastgehouden aan de volgorde van Thorpe uit 1609. In deze ordening vormen sonnetten 18 tot en met 126 een losjes met elkaar verbonden reeks van gedichten, gericht aan een mooie jongeman uit de hogere klasse. Ze beschrijven de liefde (en jaloezie) waartoe hij de dichter inspireert. De eerste zeventien sonnetten (de Procreation sonnets) raden hem dringend aan snel te gaan trouwen en kinderen te krijgen, zodat hij zijn schoonheid kan doorgeven aan de volgende generatie.Sonnet 127 tot en met 152 beschrijven zijn passionele maar problematische liefde voor "The Dark Lady" ("De Donkere Vrouw"). De laatste twee sonnetten (nummer 153 en 154) zijn allegorisch. De laatste dertig sonnetten zijn geschreven over een aantal problemen, zoals ontrouw, het in toom houden van lusten, kritiek op de wereld enzovoort.

## Opdracht aan Mr. W.H.

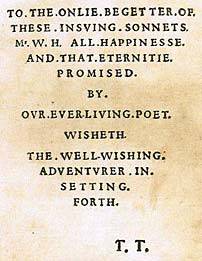
De opdracht aan Mr. W.H.

De enige editie van de sonnetten die tijdens Shakespeares leven werd gepubliceerd, de Quarto-uitgave uit 1609, is opgedragen aan ene "Mr. W.H.". De identiteit en leeftijd van deze persoon is nooit opgehelderd, maar heeft door de eeuwen heen aanleiding gegeven tot tal van speculaties.
De Engelstalige opdracht luidt:

TO.THE.ONLIE.BEGETTER.OF.
THESE.INSVING.SONNETS.
Mr.W.H. ALL.HAPPINESSE.
AND.THAT.ETERNITIE.
PROMISED.
BY.
OVR.EVER-LIVING.POET.
WISHETH.
THE.WELL-WISHING.
ADVENTVRER.IN.
SETTING.
FORTH.

 - T.T.

In de vertaling van Albert Verwey

Aan de Eenige verwekker van
deze navolgende sonnetten
Mr. W. H. alle geluk
en die eeuwigheid
beloofd
door
onze eeuwig levende dichter
wenscht
de wel wenschende
ondernemer bij het
uitkomen

T. T.

Er bestaan verschillende theorieën over de juiste betekenis van het woord begetter. De meeste onderzoekers nemen aan dat het 'inspirator', 'bezieler' betekent. Daarnaast kan het ook gewoon verwijzen naar de persoon die de sonnetten heeft 'verworven' voor de drukker en, ten derde, naar de auteur zelf. Naar aanleiding hiervan wordt al enkele eeuwen verwoed gespeculeerd over wie dan wel die 'inspirator' W.H. kan geweest zijn. Daar wordt later in dit artikel op ingegaan.
Heel vreemd is ook dat de uitgever de uitdrukking to our ever-living poet gebruikt om naar Shakespeare te verwijzen. Het was een frase waarmee gewoonlijk naar een al gestorven persoon werd verwezen, terwijl Shakespeare op dat ogenblik (1609) nog leefde.
Met 'the adventurer in setting forth' verwijst Thorpe naar zichzelf, de ondernemer die de sonnetten publiceerde.
'T.T.' staat waarschijnlijk voor Thomas Thorpe, de uitgever. Een uitgever schreef in die tijd de opdracht zelf als de auteur ofwel naar het buitenland was ofwel dood was. Het feit dat hij en niet Shakespeare de opdracht schreef zien sommige onderzoekers als een aanwijzing dat het om een niet-geautoriseerde uitgave ging. De hoofdletters en de punten tussen de letters waren waarschijnlijk bedoeld om het effect na te bootsen van oude Romeinse inscripties en de uitgave zo de allure van een klassiek monument te geven. In de sonnetten zelf wijst Shakespeare er herhaaldelijk op dat gedichten een langer leven beschoren zijn dan vergankelijke monumenten zoals stenen bouwsels en inscripties. Een citaat uit sonnet 55:
"Not marble, nor the gilded monuments

Of princes shall outlive this pow'rful rhyme"
Noch marmer, noch vergulde monumenten

Van prinsen zullen langer leven dan dit machtig rijm
De eerste 126 sonnetten van de reeks zijn gericht aan een jongeman (die in het debat over de sonnetten bekendstaat als de "Fair Youth", de "schone jongeling"). Vandaar dat deze reeks the Fair Youth sequence wordt genoemd. Deze wordt gevolgd door The Dark Lady sequence (sonnetten 127–152). Binnen de Fair Youth-reeks onderscheidt men vaak the Rival Poet group, sonnetten 78-86.

### Voorgestelde verklaringen voor "W.H."
In de theorieën over de identiteit van de mysterieuze Mr. W.H. bestaan twee stromingen: sommigen menen dat hij de jongeman is die in de gedichten wordt toegesproken, anderen menen dat het om heel iemand anders gaat.
Enkele van de vele mogelijke kandidaten die in de loop der tijd werden voorgesteld zijn de volgende:
- William Herbert, (derde Graaf van Pembroke). Herbert wordt door veel mensen als de beste kandidaat gezien, mede omdat aan hem later ook de First Folio-uitgave van Shakespeares verzamelde toneelwerk werd opgedragen. En natuurlijk niet in de laatste plaats omdat zijn initialen overeenkomen!
- Henry Wriothesley, (derde Graaf van Southampton). Men denkt aan hem omdat 'W.H' zijn omgekeerde initialen zijn, en omdat Shakespeare de enige twee gedichten die hij zelf liet publiceren, Venus and Adonis en The Rape of Lucrece, ook aan hem opdroeg. Dat was vijftien jaar voor de publicatie van de sonnetten, toen de graaf Shakespeares beschermheer was en bekendstond als een bijzonder knappe jonge dandy. Om die reden wordt ook vaak gedacht dat Southampton de "Schone Jongeling" van de sonnetten is. Omdat zijn achternaam in het Engels wordt uitgesproken als 'Roseley', zien velen de 'rose of beauty' in het eerste sonnet als een duidelijke verwijzing naar hem.
- Sir William Harvey, Southamptons stiefvader. Deze theorie gaat ervan uit dat Mr W.H. iemand anders is dan de "Schone Jongeling" (die dan Southampton zou zijn). Harvey is dan de begetter (dat raadselachtige woord, waarvan onduidelijk is of je het nu moet opvatten als verwekker, gever of ontvanger), omdat hij de sonnetten zou hebben aangeboden aan de uitgever.
- William Himself (Shakespeare zelf). Deze theorie werd aangedragen door de Duitse geleerde D. Barnstorff en vond niet veel steun.
- Een andere theorie die ook W.H. als een aanduiding voor Shakespeare zelf ziet gaat ervan uit dat het gewoon om een drukfout gaat: wat W.S. voor William Shakespeare had moeten zijn is afgedrukt als W.H. Zoiets kwam vaak voor, zeker bij slordige uitgaven als die waar het hier om gaat. Zo bevat de hoofdtekst meer dan 30 drukfouten. Uit deze periode zijn ook gevallen bekend waar zelfs op de titelpagina fouten voorkwamen. Deze theorie is minder spectaculair en speculatief dan de andere, maar is evenmin onomstreden. Bertrand Russell wees op deze mogelijkheid van een eenvoudige drukfout in zijn memoires en het werd later opgepikt door Donald Wayne Foster in "Master W.H., R.I.P." (PMLA 102, pp. 42–54) en door Jonathan Bate in The Genius of Shakespeare.[6] Bate beargumenteert onder meer dat je onlie moet opvatten als 'ongeëvenaard' of 'uitzonderlijk', en begetter als 'auteur' of 'schrijver'.
- William Hall. Hall was een drukker die ook andere uitgaven van Thorpe heeft verzorgd. Volgens deze theorie is de opdracht een eerbetoon van Thorpe aan zijn collega en heeft het niets te maken met Shakespeare.
- William Hughes. De 18e-eeuwse geleerde Thomas Tyrwhitt kwam met deze theorie, gebaseerd op de gedachte dat sommige sonnetten ook woordspelingen op deze naam zouden bevatten. De beroemde 18de-eeuwse Shakespeare-kenner Edmund Malone steunde deze opvatting in zijn editie van de sonnetten. De bekendste uitwerking van deze theorie is het korte verhaal The Portrait of Mr. W.H. van Oscar Wilde: daarin redeneert de verteller op basis van de woordspelingen op "will" en "hues" dat de sonnetten geschreven moeten zijn voor een aantrekkelijke jonge acteur die William Hughes heette, en die de vrouwenrollen in Shakespeares stukken speelde. Voor het bestaan van zo'n persoon ontbreekt echter ieder historisch bewijs.
- William Haughton, een toneelschrijver uit Shakespeares tijd.
- William Hart, Shakespeares neef en enige mannelijke erfgenaam. Hij was acteur en is nooit getrouwd (maar was nog maar negen jaar op het moment dat de sonnetten werden gepubliceerd).

In een recente editie van de sonnetten (Oxford University Press, 2002) oppert Colin Burrow dat de opdracht met opzet dubbelzinnig geformuleerd is. Hij meent dat het ook kan staan voor "Who He" (Wie is dat dan?), een formulering die ook wordt gebruikt in een pamflet uit die tijd. Hij denkt dat het een truc van Thorpe is geweest om speculatie en discussie uit te lokken en zo de verkoop te bevorderen.

## Structuur van het sonnet

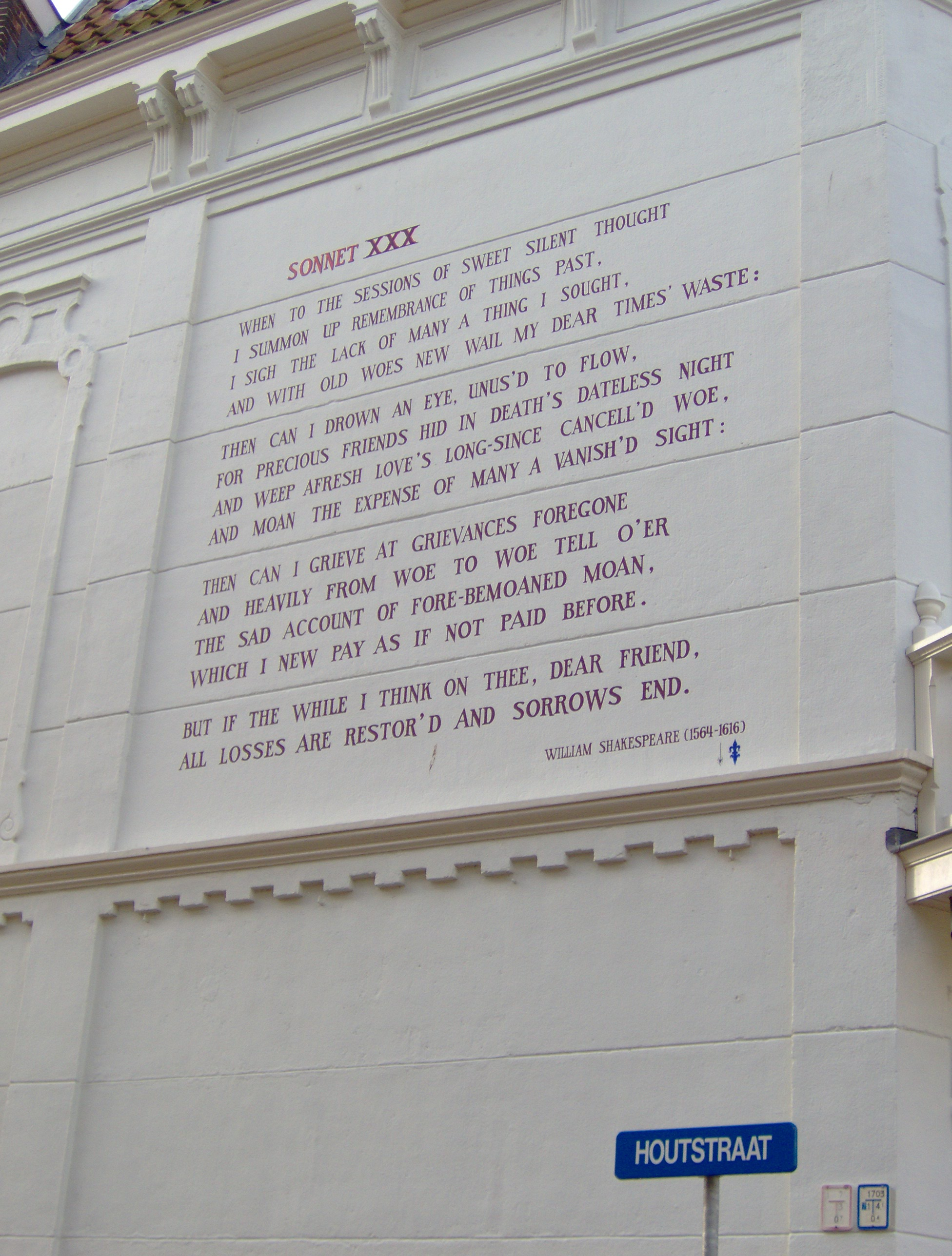
Sonnet XXX, Rapenburg 30, Leiden

De vorm van Shakespeares sonnetten wijkt af van wat bij andere sonnettendichters gebruikelijk is. Ze bestaan uit drie strofen van vier regels, ook wel kwatrijnen genaamd, afgerond met een tweeregelig couplet. Ze zijn geschreven in regels van vijf versvoeten, Jambische pentameters. Het rijmschema is telkens abab cdcd efef gg. De enige uitzonderingen op deze regels zijn sonnet 99 (dat bestaat uit vijftien regels), 126 (dat slechts bestaat uit 12 regels; de 'ontbrekende' twee regels worden aangegeven met haakjes) en 145 (dat viervoetige regels heeft). Vaak bevat het derde couplet een inhoudelijke wending. Dit staat bekend als de volta.
Hoewel Shakespeare zich een meester toont in het genre komt hem niet de eer toe dit 'Engelse' of 'shakespeareaans' sonnet te hebben geïntroduceerd: Henry Howard, Earl of Surrey en zijn vriend Sir Thomas Wyatt waren de eerste Engelse dichters die gebruikmaakten van deze sonnetvorm die Shakespeare later overnam. De eerste Engelse sonnettenkrans (nog in traditionele Italiaanse sonnetvorm) was Sir Philip Sidney's Astrophil and Stella, gedrukt in 1592. Overigens volgen sonnet 99 (15 versregels in plaats van 14), en sonnetten 126 en 145 (afwijkend rijmschema) bij Shakespeare de conventie van het Engelse sonnet niet.

## Personages
De meeste sonnetten zijn gericht aan een prachtige jonge man, een rivaliserende poëet en een donkerharige vrouw. Lezers van de sonnetten refereren tegenwoordig aan deze personages als de Schone Jongeling, de Dichtende Rivaal en de Donkere Vrouw. De verteller uit zijn bewondering voor de schoonheid van de jongeman en heeft later een affaire met de vrouw. Het is niet bekend of de personages fictief zijn, of dat de sonnetten autobiografisch zijn. Verschillende geleerden, waaronder A.L. Rowse, hebben theorieën geopperd over de identiteit van de personages, maar het blijft altijd bij speculatie. Sonnet 144 ("Two loves I have of comfort and despair") blijkt een sleutelrol te spelen in het begrijpen van de verhouding tussen de dichter, de vriend en de dark lady: blijkbaar heeft de donkere dame de mooie vriend verleid. De reactie van de dichter is geen gewone jaloersheid. Hij spreekt integendeel zijn bezorgdheid uit over het welbevinden van zijn jonge vriend.

## Thema's
De sonnetten van Shakespeare zijn vaak meer aards en seksueel getint dan de sonnetten van andere poëten. Een interpretatie hiervan is dat Shakespeares sonnetten gedeeltelijk een pastiche of parodie zijn op de drie eeuwen lange traditie van petrarkische liefdessonnetten. Shakespeare schond ook traditionele regels van de sonnetvorm die door zijn mededichters wel nauw gevolgd werden. Hij praat over de menselijke slechtheid die niets te doen heeft met liefde (sonnet 66), hij beschrijft politieke gebeurtenissen (sonnet 124), hij drijft de spot met liefde (sonnet 128), hij parodieert schoonheid (sonnet 130), hij speelt met gender-rollen (sonnet 20), hij spreekt openlijk over seks (sonnet 129) en hij introduceert geestige pornografie in sonnet 151.

## Moderne edities
- Martin Seymour-Smith (1963) Shakespeare's Sonnets (Oxford, Heinemann Educational)
- Stephen Booth (1977) Shakespeare's Sonnets (Yale)
- W G Ingram and Theodore Redpath (1978) Shakespeare's Sonnets, 2nd Edition
- John Kerrigan (1986) The Sonnets and a Lover's Complaint (Penguin)
- Katherine Duncan-Jones (1997) Shakespeare's Sonnets (Arden Edition, Third Series)
- Helen Vendler (1997) The Art of Shakespeare's Sonnets
- Colin Burrow (2002) The Complete Sonnets and Poems (Oxford, Oxford University Press)

## Nederlandse vertalingen
De in totaal 154 gedichten werden diverse keren integraal naar het Nederlands vertaald
- Leendert Burgersdijk (1879)
- Jérome Decroos (1930)
- Albert Verwey (1933)
- Gerard Messelaar (1958)
- Willem van Elden (1959)
- H.J.H. van Oyen (ca. 1960)
- Jan Jonk (1984)
- Peter Verstegen (1995)
- H.J. de Roy van Zuydewijn (1997)
- Arie van der Krogt (1997)
- Hans-Jurgen Schoenmakers (2006)
- Willem van der Vegt (2008)
- Coenraedt van Meerenburgh (2012)
- Bas Belleman (2020)
- Jules Grandgagnage (2021)
- Frans van Deursen (2025)

Gedeeltelijke vertaling van Shakespeares sonnetten
- A.S. Kok, 12 sonnetten (1859), in: De Gids jaargang 23
- Henriëtte Moulijn-Haitsma Mulier, 50 sonnetten (1923)
- Jan Campert, 6 sonnetten (1947)
- Pieter Cornelis Boutens, 38 sonnetten (1968)
- Hugo Claus, 15 sonnetten (1986)
- Guido de Bruyn, 42 sonnetten (2006)
- Robert Laterveer (13 sonnetten, 2007)
- Erik Honders, 142 sonnetten (2008)
- Cornelis W. Schoneveld, 20-tal sonnetten (2012)
- Nina Werkman, 20 sonnetten (2019), tevens in het Gronings vertaald